# Igreja Nova do Sobral
Igreja Nova do Sobral ist eine portugiesische Gemeinde (Freguesia) im Concelho Ferreira do Zêzere. In ihr leben 583 Einwohner (Stand 19. April 2021).

## Geschichte
Die Bezeichnung Igreja Nova do Sobral (deutsch: Neue Kirche in Sobral) galt zunächst dem Kirchneubau, später ging sie auf das Dorf insgesamt über und wurde zum Ortsnamen.
Bis 1855 gehörte Igreja Nova do Sobral zum Concelho Tomar, seither zu Ferreira do Zêzere.